# Žitný ostrov

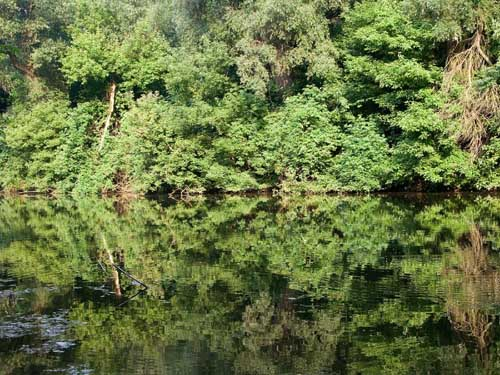
Placide acque e vegetazione lussureggiante caratterizzano lo Žitný ostrov

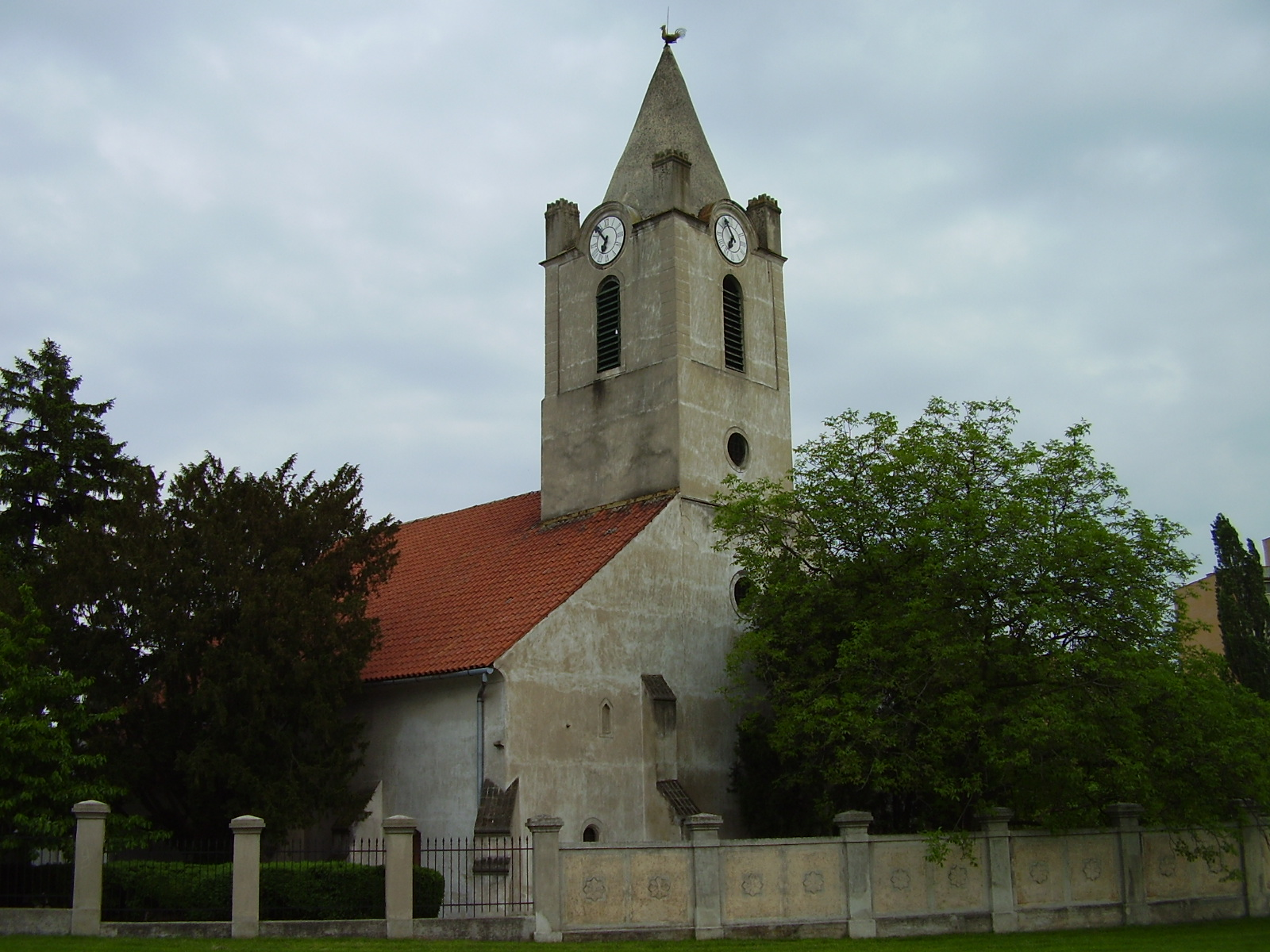
Chiesa riformata a Šamorín

Lo Žitný ostrov (in passato Čalokez, in tedesco Große Schütt(insel), in ungherese Csallóköz) è un'isola fluviale situata tra Danubio e Piccolo Danubio nella parte sud-occidentale della Slovacchia.
L'isola è chiamata anche Vel’ký (grande) Žitný ostrov per distinguerla dall'isola di Szigetköz chiamata in slovacco Malý Žitný ostrov.

## Origini del nome
In slovacco, Žitný ostrov significa letteralmente "isola della segale", ma si tratta di un adattamento fonetico basato sul nome tedesco dell'isola (che non ha nulla a che vedere con la segale) e in ogni caso relativamente recente. Prima del 1918, quando faceva parte del Regno d'Ungheria, il nome slovacco dell'isola era infatti Čalokez ed era modellato sull'ungherese Csallóköz.
Le prime menzioni dell'isola risalgono al XIII secolo e sono rispettivamente Challow (1209), Challovkus (1269), fluv. Challowo e portus Chalow (1291).

## Geografia
Lo Žitný ostrov si estende su una superficie di circa 29.000 ettari per una lunghezza di 84 km e una larghezza media da 15 a 30 km lungo la riva sinistra del Danubio, tra le città di Bratislava e Komárno. L'isola è delimitata a sud dal Danubio e separata dal resto della Slovacchia per mezzo del Piccolo Danubio e nella parte orientale per un breve tratte del fiume Váh; centri principali sono Dunajská Streda e Šamorín. L'altitudine digrada lievemente tra Bratislava (138 m s.l.m.) e Komárno (108 m s.l.m.)
Se considerato come un'unica isola, lo Žitný ostrov è l'isola fluviale più grande d'Europa. Tenendo conto però che le terre tra Danubio e Piccolo Danubio sono solcate da numerosi rami laterali e meandri, in realtà si tratta di un insieme di circa 500 isole tra piccole e grandi.
L'area pianeggiante dello Žitný ostrov è una delle più fertili della Slovacchia e nel sottosuolo si trova la principale riserva di acqua dolce del paese. Il territorio è impiegato principalmente a scopi agricoli e per ricavare acqua potabile.
Lo Žitný ostrov è abitato da slovacchi e da una cospicua minoranza di ungheresi, che costituivano anticamente la popolazione autoctona dell'isola (fino al XVI secolo il corso principale del Danubio seguiva quello dell'attuale Piccolo Danubio, e l'isola si trovava quindi sul lato ungherese).